# Guía de viaje hacia el amor
Guía de viaje hacia el amor (título en inglés como: A Tourist's Guide to Love) es una película de comedia romántica de 2023 dirigida por Steven K. Tsuchida y escrita por Eirene Tran Donohue. Es protagonizada por Rachael Leigh Cook, Scott Ly, Missi Pyle, Ben Feldman, Nondumiso Tembe y Andrew Barth Feldman.
La filmación tuvo lugar en Vietnam en abril de 2022 y se estrenó el 21 de abril de 2023 en Netflix.

## Reparto
- Rachael Leigh Cook como Amanda Riley
- Scott Ly como Sinh Thach
- Ben Feldman como John
- Missi Pyle como Mona
- Glynn Sweet como Brian Conway
- Alexa Povah como Maya Conway
- Jacqueline Correa como Sam Gonville
- Nondumiso Tembe como Dom Fisher
- Morgan Lynee Dudley como Robin
- Andrew Barth Feldman como Alex
- Quinn Truc Trần como Anh
- Lê Thiện como Ba Noi
- Anh Dao como la tía Diem

## Producción
En abril de 2021, Variety informó que Rachael Leigh Cook protagonizaría y produciría una comedia romántica, A Tourist's Guide to Love, que se basa en una idea original suya con Eirene Tran Donohue escribiendo el guion. La película es una película original de Netflix producida por Head First Productions y Muse Entertainment. En mayo de 2022, se anunció el casting de Scott Ly, Ben Feldman, Missi Pyle, Jacqueline Correa, Nondumiso Tembe, Morgan Lynee Dudley, Andrew Barth Feldman, Glynn Sweet, Alexa Povah, Thanh Truc y Le Thien.
La fotografía principal comenzó en abril de 2022 y tuvo lugar en varias ciudades de Vietnam, como Ciudad Ho Chi Minh, Đà Nẵng, Hội An, Hanói y Hà Giang. Donohue explicó por qué era importante para ella no tener una película estadounidense ambientada en el país que se centrara en la guerra y dijo: "Casi no hay películas estadounidenses ambientadas en Vietnam que no traten sobre el trauma de la guerra. Era muy importante para mí contar una historia sobre la vida ahora. Una que estaba llena de alegría, amor y celebración. Quería cambiar la conversación sobre Vietnam, destacarlo como un país moderno y próspero cuyas historias son dignas de ser contadas".

## Estreno
A Tourist's Guide to Love se estrenó el 21 de abril de 2023 en Netflix.